# Quảng Mục Thiên Vương

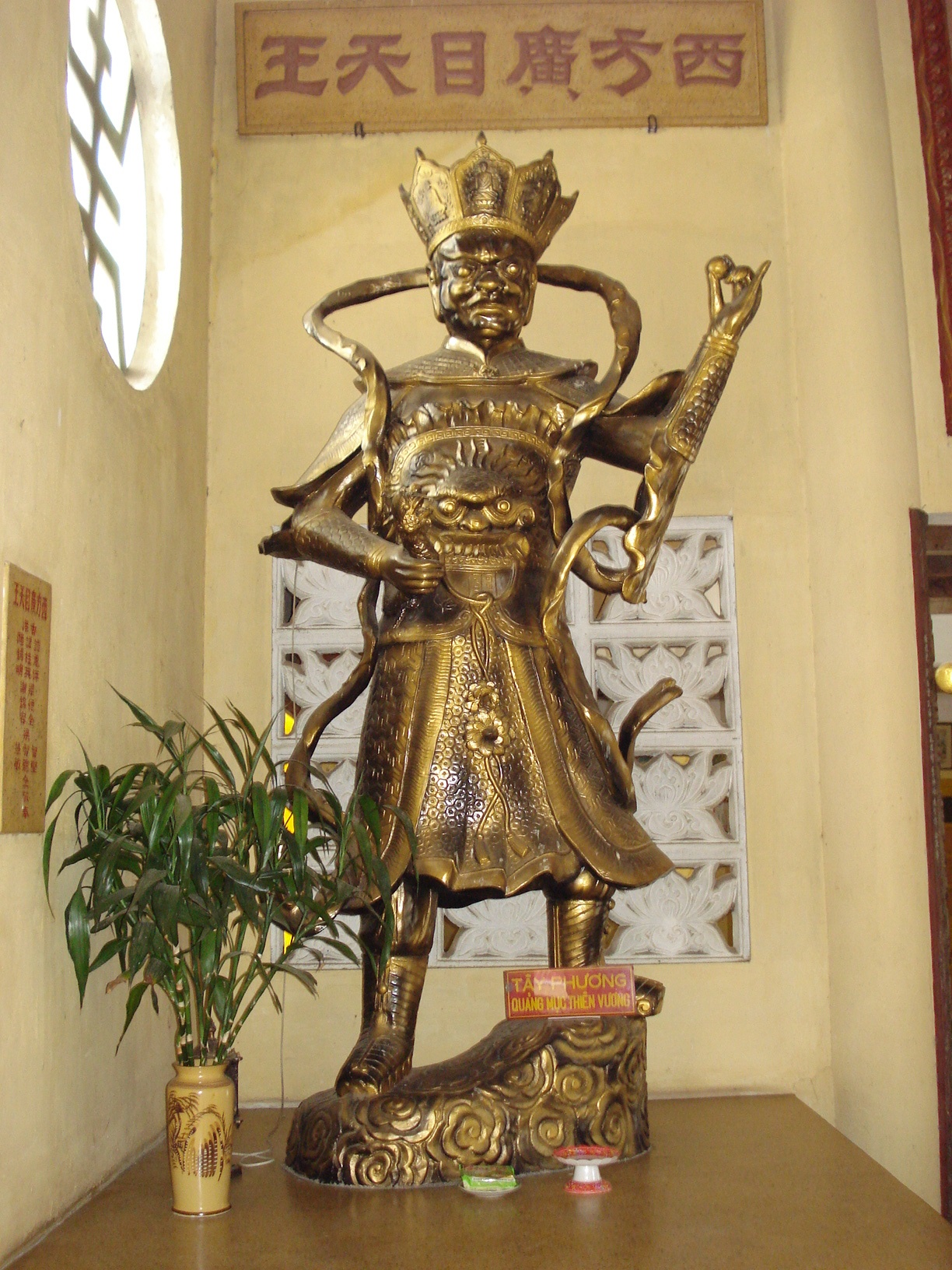
Quảng Mục Thiên Vương trong chùa Thiên Vương Cổ Sát - Đà Lạt - Lâm Đồng

Quảng Mục Thiên Vương (chữ Hán: 廣目天王) là một trong bốn vị thần quan trọng mang danh hiệu Tứ Đại Thiên Vương trong tôn giáo truyền thống Đạo Giáo và Phật giáo Trung Quốc. Đây là vị thần trấn phương Tây, theo dõi thế giới, bảo hộ nhân dân, nên còn được gọi là Tây phương Thiên vương.

## Trong tôn giáo Ấn Độ
Trong tôn giáo Ấn Độ, vị thần này có tên là Virūpākṣa (tiếng Sanskrit: विरूपाक्ष) hoặc Virūpakkha (tiếng Pali: विरूपाख्ख), được phiên âm Hán Việt là Tỳ Lưu Bác Xoa. Đây là một trong 4 vị thiên tướng trong tôn giáo Bà la môn được du nhập vào Phật giáo Ấn Độ, trở thành một vị Hộ thế (phiên âm Sanskrit: lokapāla), trấn giữ phương Tây của cõi trời thứ nhất trong Dục giới, có nhiệm vụ trừng trị cái ác và bảo vệ đạo pháp và đạo tràng.
Cũng như các Hộ pháp khác, thần được mô tả thân mình mặc giáp trụ. Tuy nhiên, thân hình màu đỏ như lửa, thường có long thần (naga) quấn bên phải và tay cầm ngọc như ý (mani).
Khi Phật giáo Tiểu thừa Ấn Độ được truyền bá ra nước ngoài, tên vị Hộ pháp này được bản địa hóa theo tên gốc. Như tại Tây Tạng, vị Hộ pháp này được phiên âm thành spyan.mi.bzang (Chenmizang); tại Thái Lan, là Thao Virupak (chữ Thái: ท้าววิรูปักษ์).

## Trong tôn giáo vùng Đông Á

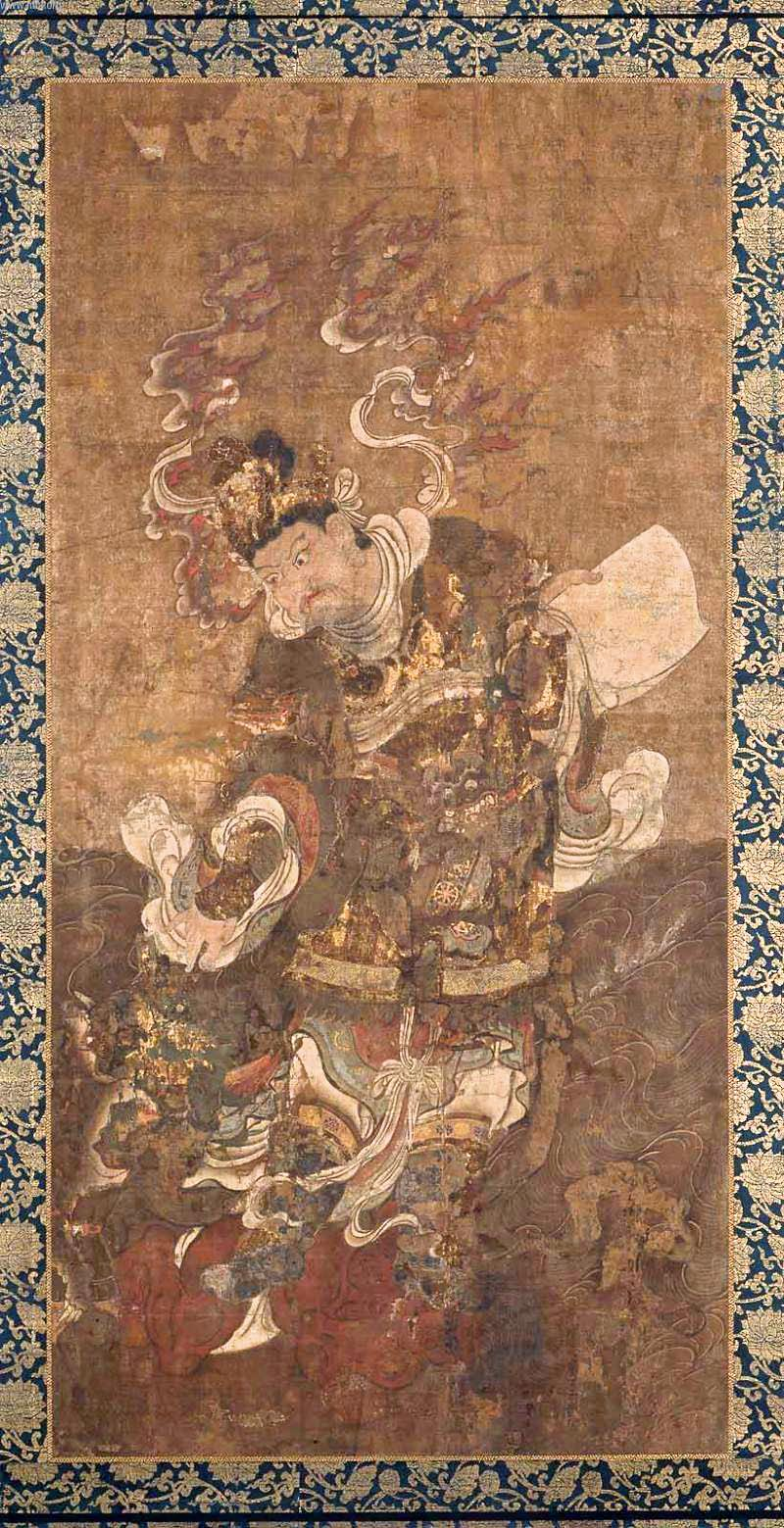
Tranh họa vải Quảng Mục Thiên Vương - Nhật Bản thế kỷ 13

Khi Phật giáo được du nhập vào Trung Hoa, vị thần này được dịch theo ý nghĩa tên gọi, thành Guăng Mù Tiān Wang (chữ Hán: 廣目天王), với ý nghĩa là "vị thiên vương theo dõi thế giới". Từ đó, theo từng vùng chịu ảnh hưởng của Phật giáo Đại thừa Trung Hoa, tên gọi vị thần này được phiên âm khác nhau. Tại Nhật, vị thần này được gọi là Kōmoku-ten (Kanji: 広目天); tại Hàn Quốc là Gwangmok-cheonwang (Hangul: 광목천왕). Tại Việt Nam, tên gọi vị thần phiên âm thành Quảng Mục Thiên Vương. 

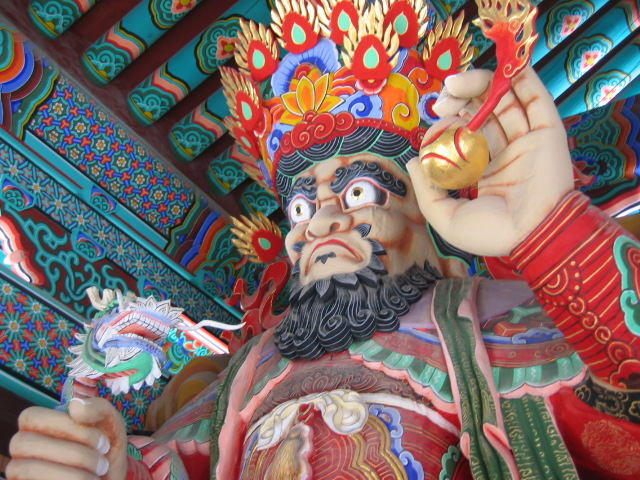
Đôi mắt to và hình khổ to lớn - một biểu thị theo dõi thế giới - tượng chùa - Bắc Kinh

Quảng Mục Thiên Vương được mô tả là có đôi mắt to (广目, Quảng Mục) để theo dõi thế giới, bảo hộ nhân dân, ở tại ngọn Bạch Ngân núi Kiên Đà La cạnh núi Tu Di, thân mặc giáp trụ, vốn cai quản giống rồng nên tay cầm một con rồng đỏ (hoặc sợi dây đỏ), hễ thấy ai thành tâm tin Phật liền trói lại, bắt qui y, giữ Tây Ngưu Hạ Châu, là vị Thiên Vương thứ sáu trong hàng Nhị Thập Chư Thiên.
Theo thời gian, với sự ảnh hưởng của Phật giáo Đại thừa, Tứ Đại Thiên Vương cũng được hóa thân thành những vị thần canh giữ Thượng giới, nơi mà Ngọc Hoàng Thượng đế ngự trị trong thần thoại Trung Hoa. Quảng Mục Thiên Vương trấn phương Tây, thuộc canh tân Kim, mang sắc Trắng, tay cầm con rắn, biểu tượng cho sự suôn sẻ, thuận lợi, nên còn được mệnh danh cho chữ "Thuận" (順), đứng hàng thứ tư của Tứ Đại Thiên Vương.

## Các pháp khí thường thấy
Sự biến đổi theo văn hóa đã làm xuất hiện sự mô tả khác nhau về các pháp khí của Tứ Đại Thiên Vương. Quảng Mục Thiên Vương cũng không phải là ngoại lệ. Một số pháp khí thường được mô tả chung với hình tượng Quảng Mục Thiên Vương:
- Rồng đỏ (Xích Long, rắn thần naga)
- Ngọc như ý (ngọc mani)
- Lọng Hỗn Nguyên Châu Tán
- Lồng chống lửa (Tịch hỏa trạo)
- Bộ cung tên
- Đàn tỳ bà

## Văn hóa đại chúng
Ngoài các kinh điển Phật giáo, hình ảnh về Quảng Mục thiên vương trong thần thoại Trung Hoa được mô tả nhân vật trong tác phẩm Tây Du Ký và Phong thần diễn nghĩa.
Phong thần diễn nghĩa mô tả Quảng Mục Thiên Vương xuất thân tên gọi là Ma Lễ Hồng, theo phò nhà Thương dưới trướng Hoàng Phi Hổ cùng 3 người anh em, gọi chung là "Ma gia Tứ tướng". Ma Lễ Hồng là người thứ 2, có một cây lọng gọi là Hỗn Nguyên Châu Tán, kết chuyền ra bốn chữ Trang Tải Càn Khôn, khi giương lên làm tối tăm trời đất, Càn khôn chuyển động (Hồi 40). Khi Khương Tử Nha phò Võ Vương, dự định khởi binh phạt Trụ, Ma Lễ Hồng cùng các anh em mang quân tấn công Tây Kỳ, về sau tử trận được phong làm Tây Thiên Vương, giữ đàn tỳ bà, cai quản Thiên Môn..
Tây Du Ký không mô tả hình dáng hay chi tiết, mà chỉ khái quát một số lần Quảng Mục Thiên Vương giáp mặt với Tôn Ngộ Không như các lần bao vây ở Hoa Quả sơn, Ngộ Không mượn lồng Tịch hỏa, Ngộ Không thật - giả.